# Педерсен, Йенс Олаф Торуп
Йенс Олаф Торуп Педерсен (дат. Jens Olaf Thorup Pedersen; 6 июля 1884, Дания — 6 апреля 1972, Дания) — датский гимнаст, серебряный призёр летних Олимпийских игр 1912 года в командном первенстве по шведской системе.